# Pedieos
Pedieos (řecky Πεδιαίος, turecky Kanlı Dere) je nejdelší řeka na Kypru, měří 98 km. Pramení v pohoří Troodos a teče přes náhorní plošinu Mesaoria k severovýchodu, protéká hlavním městem země Nikósií a stáčí se k východu, v místě zaniklého města Salamis vtéká do Středozemního moře. Na dolním roku řeky byly vybudovány přehrady, které slouží jako zdroj vody k zavlažování.
Roku 1567 během výstavby benátského opevnění Nikósie byl tok řeky odkloněn, aby byla umožněna účinnější obrana města před Turky.

## Galerie

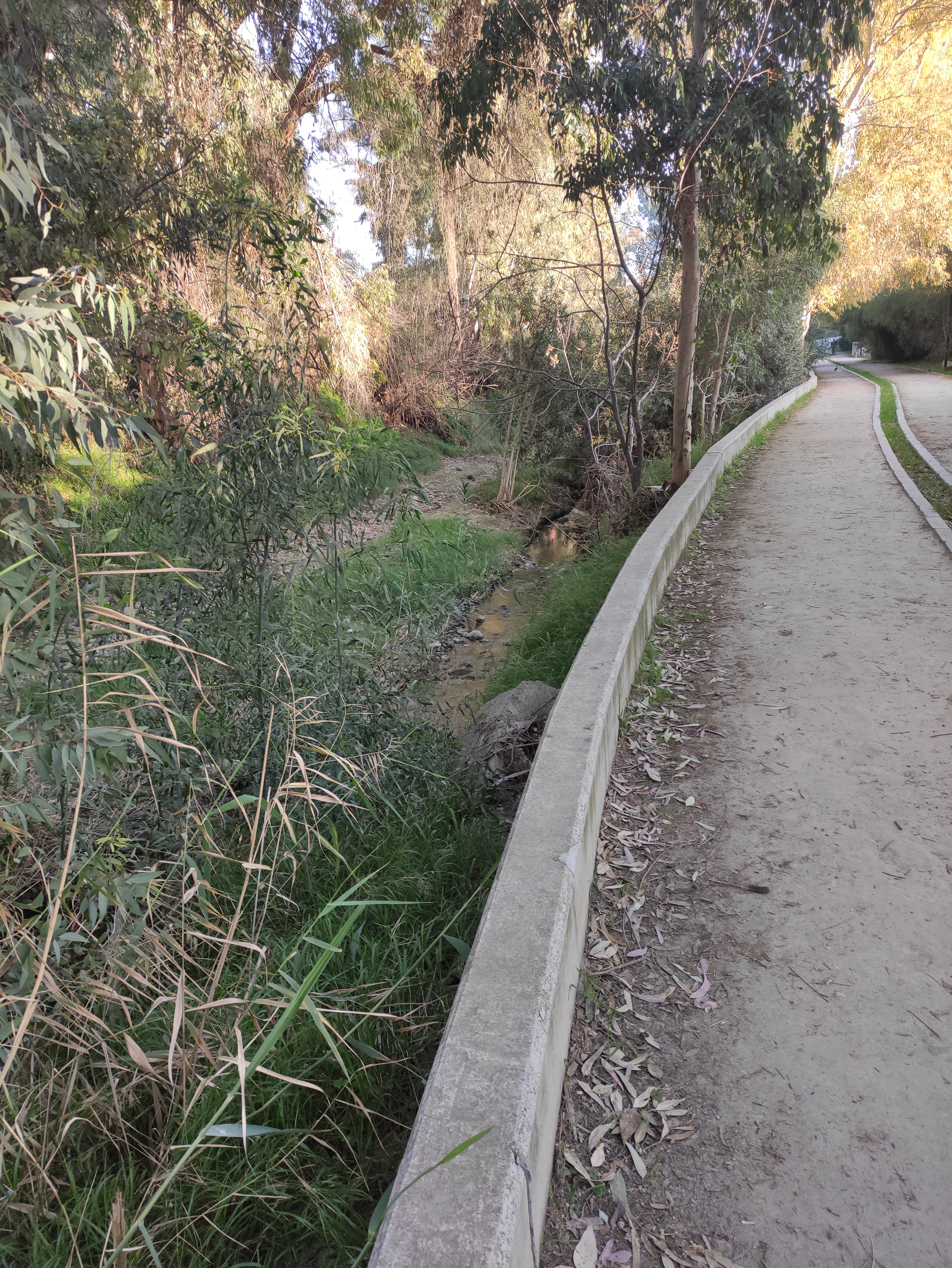
Pedieos v Nikósii
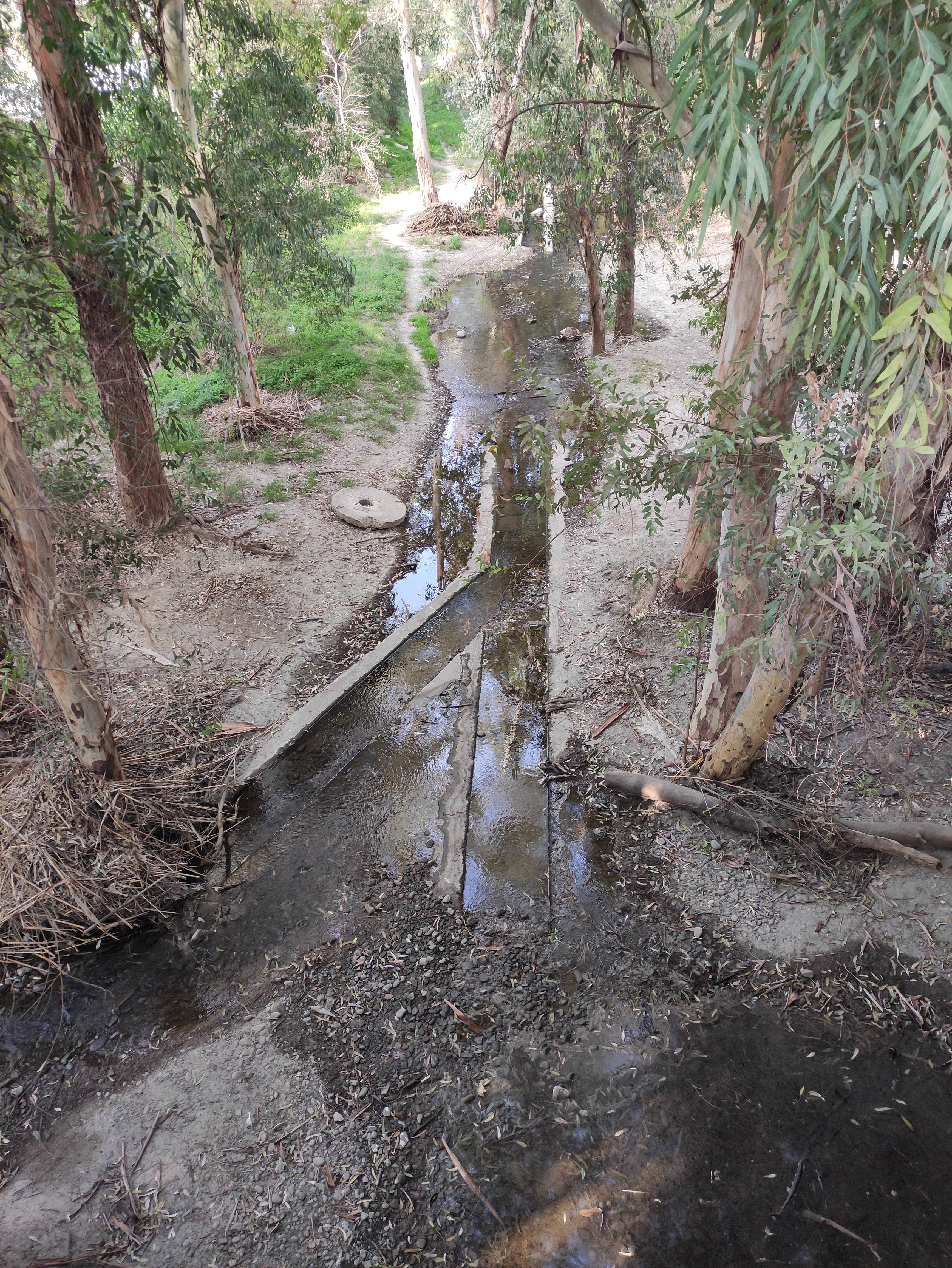
Pedieos v Nikósii